# Bataille de Yerba Buena
Conquête de la Californie
Batailles
La bataille de Yerba Buena est un engagement de la guerre américano-mexicaine, au cours duquel la marine américaine capture et occupe la ville de Yerba Buena, en Californie (aujourd'hui San Francisco ), sans tirer un seul coup de feu.

## Contexte
Après avoir déclaré la guerre au Mexique le 13 mai 1846, le président James Polk demande immédiatement la prise de la Californie aux Mexicains. La Californie est un territoire que Polk désire depuis l'annexion du Texas en 1845, et lorsque la guerre avec le Mexique éclate, il voit là l'occasion idéale de s'en emparer. L'escadre américaine du Pacifique reçoit l'ordre d'occuper tous les ports et villes importants de Californie, par la force si nécessaire. Le 7 juillet 1846, les navires USS Savannah, USS Cyane et USS Levant capturent la capitale de la Haute-Californie, Monterey, sans tirer un seul coup de feu. Cette procédure d'occupation prépare le terrain pour la bataille de Yerba Buena, qui va avoir lieu quelques jours plus tard.

## Bataille
Le 9 juillet 1846, l'USS Portsmouth, commandé par le commandant John B. Montgomery, entre dans la baie de San Francisco, avec l'intention de capturer la ville de Yerba Buena. À bord du Portsmouth se trouvent 220 marins et hommes du rang, ainsi qu'un contingent de 27 marines. La petite force mexicaine en garnison au Presidio ne tire pas sur l'USS Portsmouth, de peur d'être anéantie. Le Portsmouth s'ancre à une certaine distance du rivage, et un groupe de marins, de soldats et de marines, ainsi que Montgomery et son personnel, embarquent dans des barques à rames pour Yerba Buena. Une fois qu'ils sont arrivés sur le rivage, les soldats mexicains se retiennent de tirer et les Californios se regroupent pour observer la force américaine. Montgomery et ses troupes se dirigent vers le mât sur lequel flotte le drapeau mexicain sur la place de la ville. Il l'abaisse rapidement et hisse à sa place le drapeau américain, proclamant que la ville de Yerba Buena et toutes les terres qui l'entourent appartiennent aux États-Unis. Après le discours de Montgomery, la fanfare des Marines a commence à jouer Yankee Doodle, et l'USS Portsmouth tire une salve de 21 coups de canon pour célébrer la capture de la ville. Après la prise elle-même, Montgomery ordonne à un détachement de troupes de s'emparer du Presidio de San Francisco et de confisquer toutes les armes qu'ils trouvent, ce que le détachement fait sans conflit.

## Marqueur de monument historique de Californie
Les emplacements n° 81 et n° 119 des monuments historiques de Californie (CHL) sont liés à la bataille.
1. n° 81 Lieu du débarquement du capitaine J. B. Montgomery - le matin du 9 juillet 1846, « quand l'eau est arrivée jusqu'à la rue Montgomery », le commandant John B. Montgomery a débarqué près de cet endroit depuis le sloop de guerre américain Portsmouth pour hisser le drapeau américain sur la place, aujourd'hui Portsmouth Square.
2. n° 119 Porthmouth plaza - Nommé d'après l'U.S.S. Portsmouth, commandé par le capitaine John B. Montgomery, en l'honneur de qui la rue Montgomery a été nommée. C'est sur cette place que le capitaine Montgomery a hissé le drapeau américain pour la première fois près de la douane mexicaine en adobe le 9 juillet 1846.(...)

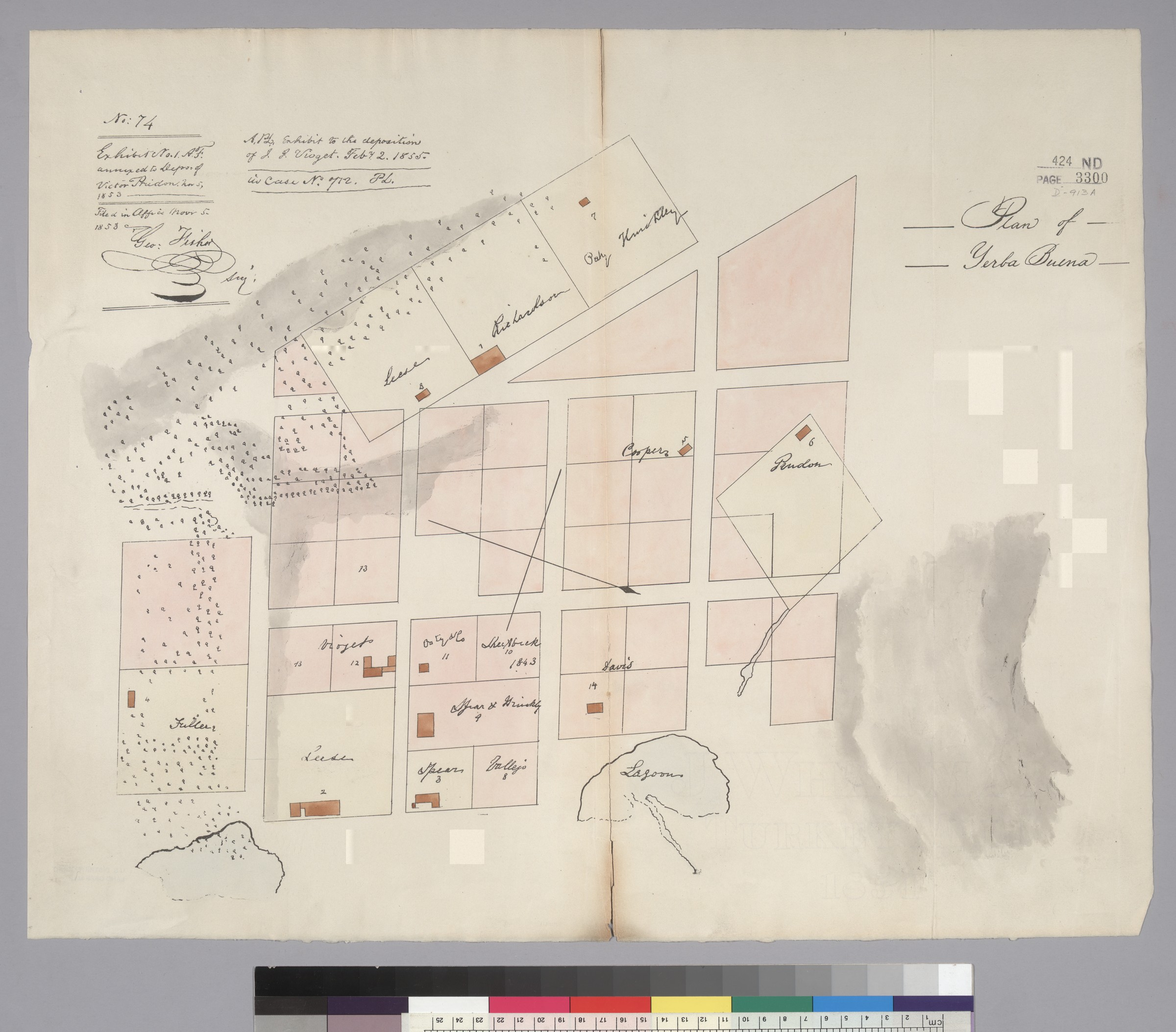
Carte de Yerba Buena, dessinée par Jean Jacques Vioget en 1839 ; la place de la ville (rebaptisée plus tard Portsmouth Square) se trouve juste au sud de la rose des vents.